# Desembarco de Machurucuto
El desembarco de Machurucuto de 1967 fue un breve intento de invadir Venezuela llevado a cabo por exiliados comunistas venezolanos de una guerrilla entrenada en Cuba durante el gobierno de Fidel Castro. El equipo de guerrilleros estaba conformado por venezolanos y cubanos. La operación fue frustrada luego de un enfrentamiento con las fuerzas militares venezolanas.
El 8 de mayo de 1967 una docena de guerrilleros comunistas y militares cubanos desembarcaron en Venezuela en la playa de Machurucuto. El Ejército Nacional de Venezuela y la Guardia Nacional de Venezuela los encontraron la noche del 10 de mayo luego de que pobladores de la región avisaran a estos, la situación se prolongó hasta la madrugada del 11 de mayo, donde fueron capturados dos guerrilleros y el resto fueron dados de baja en la batalla. La guerrilla según algunas fuentes tenía un pleno entrenamiento paramilitar en Cuba. Su principal misión era entrenar a la guerrilla ubicada en los Andes venezolanos para tratar de derrocar al entonces presidente Raúl Leoni.

## Eventos

### Antecedentes
Anteriormente en enero de 1966 se había organizado la Primera Conferencia Tricontinental de La Habana, en la cual participaron miembros del Movimiento de Izquierda Revolucionaria de Venezuela, quienes inspirados en el internacionalismo de la misma solicitaron a Fidel Castro apoyo para la lucha armada en Venezuela. De esta manera, el Gobierno cubano financió y entrenó a los guerrilleros venezolanos durante más de un año y, además, Castro sugirió la adición de cuatro militares cubanos experimentados.

### Desembarco
Después de muchos preparativos y planes previos la docena de guerrilleros el 2 de mayo de 1967, zarpan en dos embarcaciones desde Santiago de Cuba adonde había acudido  Fidel Castro a despedir a los expedicionarios  hacia  las costa venezolana. El 8 de mayo desembarca en las playas de Machurucuto, estado Miranda. En el momento del desembarque una embarcación se encalla en la costa ahogando a uno de sus tripulantes, el resto de los guerrilleros desembarca en la costa abandonando ambas embarcaciones.

### Afrontamiento
El 9 de mayo un pescador regional descubre las embarcaciones abandonadas y notifica a las autoridades locales. Estas descubrieron y persiguieron a los guerrilleros la noche del 10 de mayo, la batalla siguió toda la noche hasta la madrugada del 11 de mayo cuando las Fuerzas Armadas venezolanas dieron de baja a ocho de los guerrilleros y capturaron a dos, uno de ellos logró escapar y fue reconocido como el venezolano Fernando Soto Rojas, quien posteriormente se incorporaría al Frente Guerrillero Antonio José de Sucre. No se conocen bajas del Ejército venezolano.

## Repercusiones

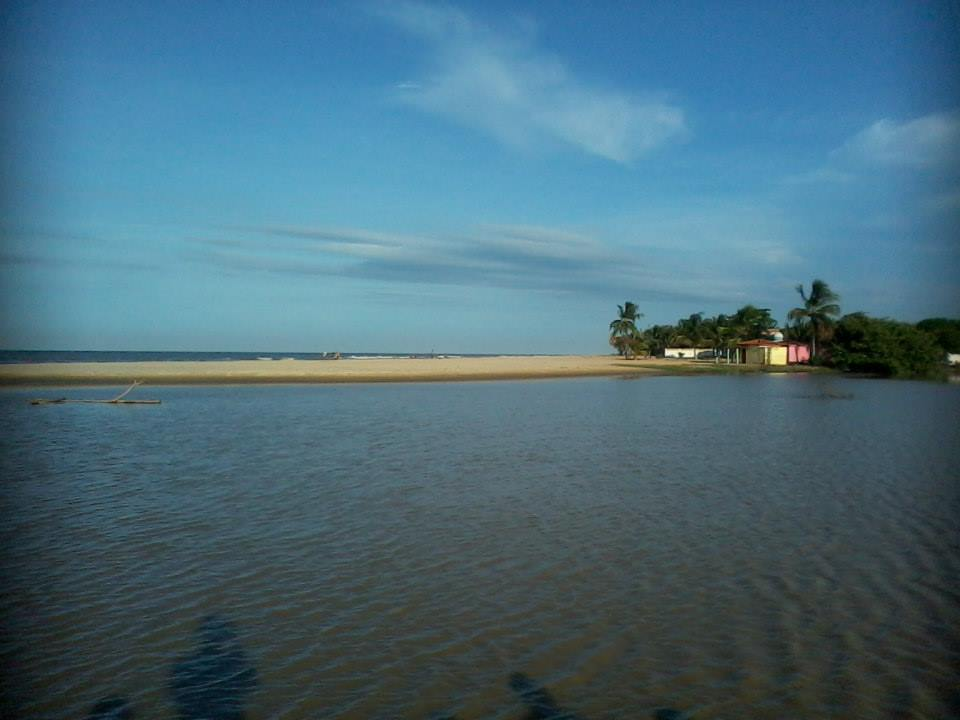
Playa de Machurucuto.

Los soldados cubanos Manuel Gil Castellanos y Pedro Cabrera Torres fueron interrogados brevemente por oficiales de inteligencia del gobierno y luego conducidos a una prisión militar. Poco después el Gobierno de Venezuela dio una rueda de prensa denunciando una agresión cubana contra Venezuela y mostrando a los dos cubanos capturados, Manuel Gil Castellanos y Pedro Cabrera Torres. Cuba fue denunciada ante la OEA por Venezuela. Cuba no reconoció su acción aunque la investigación de lo sucedido dio como resultado, que las AK 47 en posesión de los guerrilleros poseían seriales de armas vendidas por la República Checa a Cuba. Pedro Cabrera Torres, presuntamente se ahorcó en su celda de detención en el SIFA.
El Gobierno de Venezuela rompió toda relación con Cuba luego de este incidente, para luego retomarla en el año 1974. Años más tarde los sobrevivientes cubanos Raúl Menéndez Tomassevich y Ulises Rosales del Toro fueron condecorados como «héroes de Cuba». En 1969 la dirigencia del Movimiento de Izquierda Revolucionaria había considerado que la insurgencia armada en Venezuela estaba condenada al fracaso, por lo que se sumaron al programa de amnistía promovido por el entonces presidente Rafael Caldera.

## Participantes
| Venezolanos: 1. Héctor Pérez Marcano 2. Moisés Moleiro 3. Silvestre Ortiz Bucarán 4. Américo Silva 5. Fernando Soto Rojas 6. Heriberto Cartagena 7. Rubén Gálvez 8. Leonel Gómez | Cubanos: 1. Ulises Rosales del Toro 2. Raúl Menéndez Tomassevich 3. Silvio Planas García 4. Harley Borges Muño |